# Liste d'étoiles par constellation
Pour les autres listes d'étoiles, voir Liste de listes d'étoiles.
Cet article référence des listes d'étoiles par constellation.

## Liste
- Aigle
- Andromède
- Autel
- Balance
- Baleine
- Bélier
- Boussole
- Bouvier
- Burin
- Caméléon
- Cancer
- Capricorne
- Carène
- Cassiopée
- Centaure
- Céphée
- Chevelure de Bérénice
- Chiens de chasse
- Cocher
- Colombe
- Compas
- Corbeau
- Coupe
- Couronne australe
- Couronne boréale
- Croix du Sud
- Cygne
- Dauphin
- Dorade
- Dragon
- Écu de Sobieski
- Éridan
- Flèche
- Fourneau
- Gémeaux
- Girafe
- Grand Chien
- Grande Ourse
- Grue
- Hercule
- Horloge
- Hydre
- Hydre mâle
- Indien
- Lézard
- Licorne
- Lièvre
- Lion
- Loup
- Lynx
- Lyre
- Machine pneumatique
- Microscope
- Mouche
- Octant
- Oiseau de paradis
- Ophiuchus
- Orion
- Paon
- Pégase
- Peintre
- Persée
- Petit Cheval
- Petit Chien
- Petit Lion
- Petit Renard
- Petite Ourse
- Phénix
- Poisson austral
- Poisson volant
- Poissons
- Poupe
- Règle
- Réticule
- Sagittaire
- Scorpion
- Sculpteur
- Serpent
- Sextant
- Table
- Taureau
- Télescope
- Toucan
- Triangle
- Triangle austral
- Verseau
- Vierge
- Voiles

## Critères d'inclusion
- Étoiles de magnitude apparente inférieure à 6,50
- Étoiles possédant un nom traditionnel, une désignation de Bayer ou une désignation de Flamsteed
- Étoiles variables notables (prototypes, rares ou importantes pour une autre raison)
- Étoiles proches
- Étoiles possédant des exoplanètes
- Étoiles à neutrons notables, trous noirs et autres objets stellaires exotiques